# Tutta colpa di Voltaire
Tutta colpa di Voltaire (La faute à Voltaire) è un film del 2000, scritto e diretto dall'esordiente tunisino Abdellatif Kechiche.
Ha vinto il Premio Luigi De Laurentiis per la miglior opera prima alla 57ª Mostra internazionale d'arte cinematografica di Venezia.

## Riferimenti ad altre opere
In una scena il protagonista nomina il film La graine et le mulet, che sarà effettivamente realizzato da Kechiche solo sette anni più tardi.
È possibile notare una locandina di La finestra sul cortile in una delle stanze.

## Riconoscimenti
- 57ª Mostra internazionale d'arte cinematografica di Venezia
  - Premio Luigi De Laurentiis